# Aljaxej Schybko
Aljaxej Schybko (russisch Алексей Шибко; * 27. September 1977) ist ein ehemaliger belarussischer Skispringer.
Schybko gab am 12. Dezember 1997 sein Debüt im Skisprung-Weltcup. Im Springen von der Normalschanze in Harrachov erreichte er den 47. Platz. Vier Wochen später konnte er in Ramsau am Dachstein mit dem 29. Platz seine einzigen beiden Weltcup-Punkte gewinnen. Mit diesen Punkten belegte er am Ende der Saison 1997/98 den 93. Platz in der Weltcup-Gesamtwertung. Bei der Skiflug-Weltmeisterschaft 1998 in Oberstdorf flog Schybko auf den 39. Platz. Trotz mangelnden Erfolgs, wurde er ins Aufgebot für die Olympischen Winterspiele 1998 in Nagano aufgenommen. Dort erreichte er von der Normalschanze den 40. und von der Großschanze den 55. Platz. Im Jahr 2000 beendete er seine aktive Skisprungkarriere.